# دونينهيم
دونينهيم (بالفرنسية: Donnenheim)‏ هي بلدية تقع في إقليم الراين الأسفل من منطقة ألزاس في شمال شرق فرنسا. تبلغ مساحة هذه المدينة 3.76 (كم²)، يبلغ عدد سكانها 309 نسمة حسب احصائيات سنة 2015م. وترأس Guy Repp البلدية خلال فترة (2008م - 2014م).

## وصلات خارجية
- صفحة البلدية على موقع المعهد الوطني للإحصاء والدراسات الاقتصادية